# Manzo

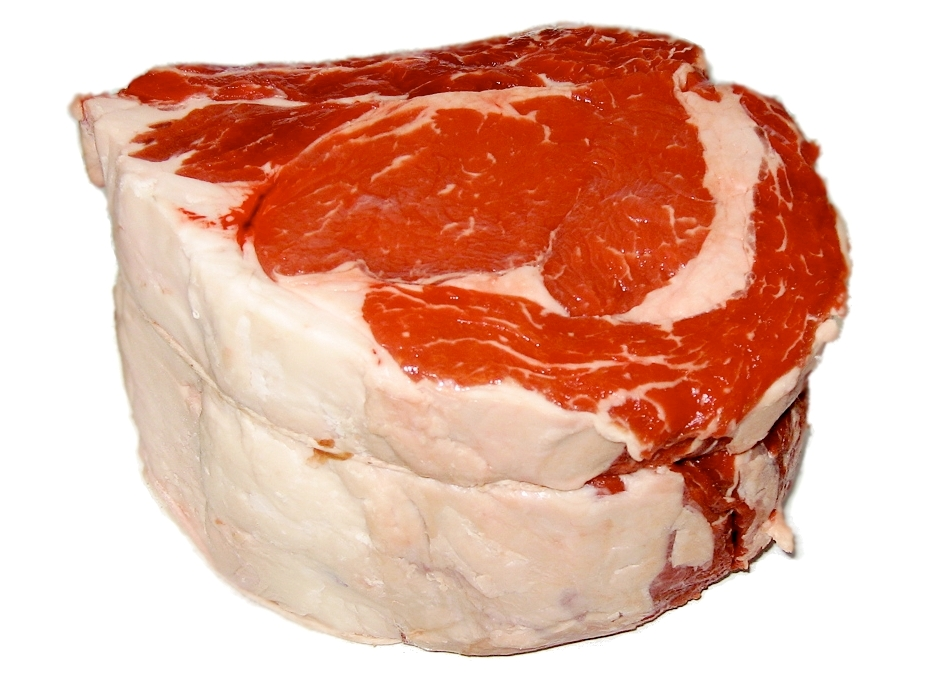
Una costoletta di manzo cruda

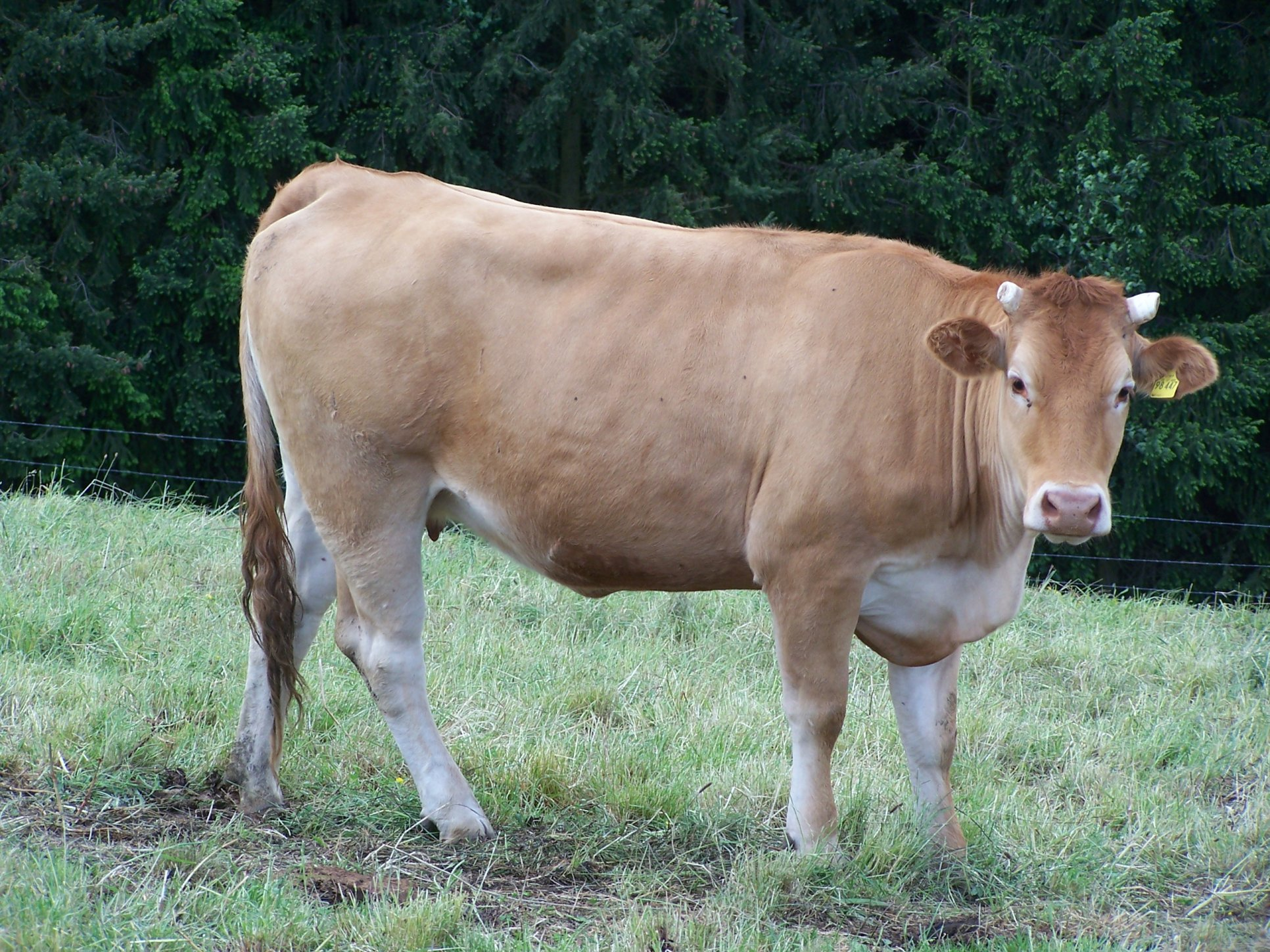
Esemplare di bue della Germania

Il manzo è il nome comune che indica l'utilizzo culinario della carne dei bovini, specialmente del bue domestico. La denominazione "manzo" si applica alla carne di bovino, in genere maschio castrato, macellata tra il terzo ed il quarto anno di età.
Il manzo può essere anche ottenuto da mucche, tori e giovenche. Il bovino macellato entro il primo anno di vita viene invece chiamato vitello. L'accettabilità di questa carne come cibo varia in diverse parti del mondo.

## Produzione e consumo
Il manzo è il terzo tipo di carne più consumata al mondo e rappresenta circa il 25% della produzione di carne mondiale, dopo la carne di maiale e la carne di pollo, rispettivamente al 38% e al 30%. In termini assoluti, Stati Uniti, Brasile e Cina sono i tre principali Paesi consumatori di manzo al mondo. I maggiori esportatori sono invece Brasile, India, Australia e Stati Uniti. La produzione di carne bovina è importante per tutte le economie del Sud America, soprattutto per Argentina, Uruguay, Paraguay e Brasile, ma anche per Messico, Canada, Nicaragua, Bielorussia e altri Stati.

### Divieti religiosi
La religione indù considera la mucca un animale sacro, pertanto la macellazione e il consumo dei bovini è vietato nella maggior parte degli stati che costituiscono l'India.

## Descrizione
Il manzo muscolare può essere tagliato per arrosti, costatine o bistecche (lombo, scamone, costata di manzo). Alcuni tagli sono trattati (carne in scatola, jerky) e talvolta mescolato con carne di bovini di età superiore, più magri, macinata o utilizzata in salsicce. Il sangue viene utilizzato in alcune varietà di sanguinaccio. Altre parti che si mangiano comprendono la coda, la lingua, il fegato, la trippa (dal reticolo al rumine), alcune ghiandole (in particolare il pancreas e il timo, chiamato animella), il cuore, il cervello (anche se in alcuni casi si può incorrere in BSE), i reni e anche i testicoli del bue (negli Stati Uniti cucinati in un piatto chiamato Rocky Mountain oysters). Alcuni intestini sono cotti e mangiati così come sono, ma spesso vengono prima puliti per essere utilizzati come involucro naturale di salsicce. Le ossa, infine, sono usate per preparare il brodo di manzo.
Il manzo da bue domestico e da giovenca è molto simile, ossia tutti i trattamenti sono svolti allo stesso modo, anche se il bue è leggermente più grasso. La carne di vacca e di toro è più anziana e più difficile da trattare, quindi viene spesso utilizzata per essere tritata o macinata. Il bestiame allevato per la carne può essere lasciato crescere liberamente su praterie oppure il bacino di nutrimento può essere circoscritto a un recinto come parte di un'operazione di alimentazione chiamata foraggio. In questo tipo di impianti sono usati solitamente grano, proteine, crusca e preparati di vitamine.

## Nutrienti
| Proteine gr | Grassi gr | Carboidrati gr | Calorie n. | Vitamina A U.I. | Vitamina B1 mcg | Vitamina B2 mcg | Vitamina C mg | Calcio mg | Fosforo mg | Ferro mg |
| ----------- | --------- | -------------- | ---------- | --------------- | --------------- | --------------- | ------------- | --------- | ---------- | -------- |
| 19,41       | 8,4       | 0,47           | 89         | ?               | 70              | 180             | 0             | 11        | 171        | 2,4      |

## Tagli
Il manzo viene diviso in cosiddetti primi tagli, ossia pezzi di carne inizialmente separati dalla carcassa. Queste sezioni di base vengono poi riutilizzate per essere suddivise in tagli più piccoli.

## Produzione
| Nazione                                           | Produzione (tonnellate) |
| ------------------------------------------------- | ----------------------- |
| Stati Uniti                                       | 12.219.203              |
| Brasile                                           | 9.900.000               |
| Cina                                              | 5.796.540               |
| Argentina                                         | 3.066.000               |
| Australia                                         | 2.219.103               |
| Messico                                           | 1.980.846               |
| Russia                                            | 1.608.136               |
| Francia                                           | 1.436.358               |
| Canada                                            | 1.231.352               |
| Germania                                          | 1.123.452               |
| Turchia                                           | 1.003.859               |
| Sudafrica                                         | 1.003.214               |
| Pakistan                                          | 985.000                 |
| India                                             | 947.873                 |
| Uzbekistan                                        | 922.364                 |
| Regno Unito                                       | 922.000                 |
| Colombia                                          | 885.929                 |
| Italia                                            | 786.890                 |
| Nuova Zelanda                                     | 676.530                 |
| Spagna                                            | 669.008                 |
| Kenya                                             | 652.010                 |
| Irlanda                                           | 638.238                 |
| Polonia                                           | 595.100                 |
| Uruguay                                           | 589.732                 |
| Totale mondiale                                   | 67.353.900              |
| Fonte: UN Food and Agriculture Organization (FAO) |                         |

## Terminologie speciali
- Aberdeen Angus - è certificato come carne di base-specifica in Canada, negli Stati Uniti e nel Regno Unito. Il nome della certificazione è CAB (Certified Angus Beef).
- Manzo di Kobe - carne di bovino giapponese.
- Ḥalāl - carne bovina certificata e trasformata in modo da essere conforme alle leggi alimentari dei musulmani.
- Casherut - idoneità del cibo ad essere consumato dai seguaci della religione ebraica.
- Prodotti alimentari tipici - sistema di marchi dell'Unione europea che comprende la denominazione di origine protetta, l'indicazione geografica protetta e la specialità tradizionale garantita.